# Bahnstrecke Vacha–Hilders
| | |                                                |                                                |
| Streckennummer (DB): | 3815 (Philippsthal–Tann) 3821 (Tann–Aura) |                                                |                                                |
| Kursbuchstrecke (DB): | 192h (Tann (Rhön) – Hilders (Rhön) 1970) |                                                |                                                |
| Kursbuchstrecke: | 171g (Vacha – Tann (Rhön) 1934) 171n (Tann (Rhön) – Hilders (Rhön) 1934) 190s (Vacha – Tann (Rhön) 1944) 190z (Tann (Rhön) – Hilders (Rhön) 1944) 192q (Tann (Rhön) – Hilders (Rhön) 1946) |                                                |                                                |
| Spurweite: | 1435 mm (Normalspur) |                                                |                                                |
| | |                                                |                                                |
| \| \| \| von Bad Salzungen \| \| \| \| 16,30 \| Vacha \| 230 m \| \| \| \| nach Gerstungen \| \| \| \| \| nach Unterbreizbach (ab 1952) \| \| \| \| 17,06 \| Oechse \| Oechse \| \| \| 18,62 \| Landesgrenze Thüringen – Hessen \| Landesgrenze Thüringen – Hessen \| \| \| 19,04 \| Philippsthal Süd \| 235 m \| \| \| \| von Heimboldshausen (ab 2000) \| \| \| \| 20,91 \| Landesgrenze Hessen – Thüringen \| Landesgrenze Hessen – Thüringen \| \| \| 22,03 \| Unterbreizbach \| 235 m \| \| \| \| von Vacha (ab 1952) \| \| \| \| 22,30 \| Ulster \| Ulster \| \| \| 25,70 \| Pferdsdorf (Rhön) \| Pferdsdorf (Rhön) \| \| \| 26,43 \| Landesgrenze Thüringen – Hessen \| Landesgrenze Thüringen – Hessen \| \| \| 26,84 \| Landesgrenze Hessen – Thüringen \| Landesgrenze Hessen – Thüringen \| \| \| 27,20 \| Landesgrenze Thüringen – Hessen („Ulstersack“) \| Landesgrenze Thüringen – Hessen („Ulstersack“) \| \| \| 28,20 \| Landesgrenze Hessen – Thüringen \| Landesgrenze Hessen – Thüringen \| \| \| 28,55 0,00 \| Wenigentaft-Mansbach \| 250 m \| \| \| \| nach Oechsen \| \| \| \| \| Taft \| \| \| \| \| nach Hünfeld \| \| \| \| 1,92 \| Buttlar \| Buttlar \| \| \| 4,27 \| Borsch \| Borsch \| \| \| 4,70 \| Ulster \| Ulster \| \| \| 6,11 \| Geisa \| 280 m \| \| \| 8,63 \| Schleid (Rhön) \| Schleid (Rhön) \| \| \| 9,00 \| Kohlbach \| Kohlbach \| \| \| 10,27 \| Motzlar (Rhön) \| 308 m \| \| \| 12,30 \| Landesgrenze Thüringen – Hessen \| Landesgrenze Thüringen – Hessen \| \| \| 13,10 \| Günthers \| Günthers \| \| \| 15,84 \| ehem. Grenze RBD Erfurt – Frankfurt/Main \| ehem. Grenze RBD Erfurt – Frankfurt/Main \| \| \| 16,19 37,10 \| Tann (Rhön) \| Tann (Rhön) \| \| \| 36,80 \| Ulster \| Ulster \| \| \| 33,70 \| Habel-Lahrbach \| Habel-Lahrbach \| \| \| 30,10 \| Neuschwambach \| Neuschwambach \| \| \| \| von Fulda \| \| \| \| 28,50 \| Aura (Abzw) \| Aura (Abzw) \| \| \| 27,20 \| Hilders \| Hilders \| \| \| \| nach Wüstensachsen \| \| | |                                                |                                                |
| Strecke | | von Bad Salzungen                              | von Bad Salzungen                              |
| Dienststation / Betriebs- oder Güterbahnhof | 16,30 | Vacha                                          | 230 m                                          |
| Abzweig geradeaus und ehemals nach rechts | | nach Gerstungen                                | nach Gerstungen                                |
| Abzweig ehemals geradeaus und nach links | | nach Unterbreizbach (ab 1952)                  | nach Unterbreizbach (ab 1952)                  |
| Brücke über Wasserlauf (Strecke außer Betrieb) | 17,06 | Oechse                                         | Oechse                                         |
| Grenze (Strecke außer Betrieb) | 18,62 | Landesgrenze Thüringen – Hessen                | Landesgrenze Thüringen – Hessen                |
| Haltepunkt / Haltestelle (Strecke außer Betrieb) | 19,04 | Philippsthal Süd                               | 235 m                                          |
| Abzweig ehemals geradeaus und von rechts | | von Heimboldshausen (ab 2000)                  | von Heimboldshausen (ab 2000)                  |
| Grenze | 20,91 | Landesgrenze Hessen – Thüringen                | Landesgrenze Hessen – Thüringen                |
| Dienststation / Betriebs- oder Güterbahnhof | 22,03 | Unterbreizbach                                 | 235 m                                          |
| Abzweig ehemals geradeaus und nach links | | von Vacha (ab 1952)                            | von Vacha (ab 1952)                            |
| Brücke über Wasserlauf (Strecke außer Betrieb) | 22,30 | Ulster                                         | Ulster                                         |
| Bahnhof (Strecke außer Betrieb) | 25,70 | Pferdsdorf (Rhön)                              | Pferdsdorf (Rhön)                              |
| Grenze (Strecke außer Betrieb) | 26,43 | Landesgrenze Thüringen – Hessen                | Landesgrenze Thüringen – Hessen                |
| Grenze (Strecke außer Betrieb) | 26,84 | Landesgrenze Hessen – Thüringen                | Landesgrenze Hessen – Thüringen                |
| Grenze (Strecke außer Betrieb) | 27,20 | Landesgrenze Thüringen – Hessen („Ulstersack“) | Landesgrenze Thüringen – Hessen („Ulstersack“) |
| Grenze (Strecke außer Betrieb) | 28,20 | Landesgrenze Hessen – Thüringen                | Landesgrenze Hessen – Thüringen                |
| Bahnhof (Strecke außer Betrieb) | 28,55 0,00 | Wenigentaft-Mansbach                           | 250 m                                          |
| Abzweig geradeaus und nach links (Strecke außer Betrieb) | | nach Oechsen                                   | nach Oechsen                                   |
| Brücke über Wasserlauf (Strecke außer Betrieb) | | Taft                                           | Taft                                           |
| Abzweig geradeaus und nach rechts (Strecke außer Betrieb) | | nach Hünfeld                                   | nach Hünfeld                                   |
| Haltepunkt / Haltestelle (Strecke außer Betrieb) | 1,92 | Buttlar                                        | Buttlar                                        |
| Haltepunkt / Haltestelle (Strecke außer Betrieb) | 4,27 | Borsch                                         | Borsch                                         |
| Brücke über Wasserlauf (Strecke außer Betrieb) | 4,70 | Ulster                                         | Ulster                                         |
| Bahnhof (Strecke außer Betrieb) | 6,11 | Geisa                                          | 280 m                                          |
| Haltepunkt / Haltestelle (Strecke außer Betrieb) | 8,63 | Schleid (Rhön)                                 | Schleid (Rhön)                                 |
| Brücke über Wasserlauf (Strecke außer Betrieb) | 9,00 | Kohlbach                                       | Kohlbach                                       |
| Bahnhof (Strecke außer Betrieb) | 10,27 | Motzlar (Rhön)                                 | 308 m                                          |
| Grenze (Strecke außer Betrieb) | 12,30 | Landesgrenze Thüringen – Hessen                | Landesgrenze Thüringen – Hessen                |
| Bahnhof (Strecke außer Betrieb) | 13,10 | Günthers                                       | Günthers                                       |
| Grenze (Strecke außer Betrieb) | 15,84 | ehem. Grenze RBD Erfurt – Frankfurt/Main       | ehem. Grenze RBD Erfurt – Frankfurt/Main       |
| Bahnhof (Strecke außer Betrieb) | 16,19 37,10 | Tann (Rhön)                                    | Tann (Rhön)                                    |
| Brücke über Wasserlauf (Strecke außer Betrieb) | 36,80 | Ulster                                         | Ulster                                         |
| Haltepunkt / Haltestelle (Strecke außer Betrieb) | 33,70 | Habel-Lahrbach                                 | Habel-Lahrbach                                 |
| Haltepunkt / Haltestelle (Strecke außer Betrieb) | 30,10 | Neuschwambach                                  | Neuschwambach                                  |
| Abzweig geradeaus und von rechts (Strecke außer Betrieb) | | von Fulda                                      | von Fulda                                      |
| Blockstelle (Strecke außer Betrieb) | 28,50 | Aura (Abzw)                                    | Aura (Abzw)                                    |
| Bahnhof (Strecke außer Betrieb) | 27,20 | Hilders                                        | Hilders                                        |
| Strecke (außer Betrieb) | | nach Wüstensachsen                             | nach Wüstensachsen                             |

Die Bahnstrecke Vacha–Hilders, auch Ulstertalbahn genannt, war eine Nebenbahn in Thüringen und Hessen, die heute nahezu vollständig stillgelegt und abgebaut ist. Sie führte vom Bahnhof Vacha aus im Tal der Ulster über Philippsthal, Unterbreizbach, Buttlar, Geisa und Tann (Rhön) nach Hilders, wo im Bahnhof Hilders Anschluss an die Bahnstrecke Götzenhof–Wüstensachsen bestand.

## Verlauf
Die Strecke begann in Vacha an der Werratalbahn und führte über Wenigentaft-Mansbach, Geisa und Tann (Rhön) bis nach Hilders in der Rhön und wechselte dabei mehrfach zwischen Thüringen (zur Bauzeit: Großherzogtum Sachsen-Weimar-Eisenach) und Hessen (zur Bauzeit: preußische Provinz Hessen-Nassau). Damit war eine durchgehende Schienenverbindung von Fulda zunächst auf der Rhönbahn durch die Rhön, und so dann auf der Ulstertalbahn über Hilders, das Ulstertal abwärts bis ins Werratal nach Vacha hergestellt.

## Geschichte

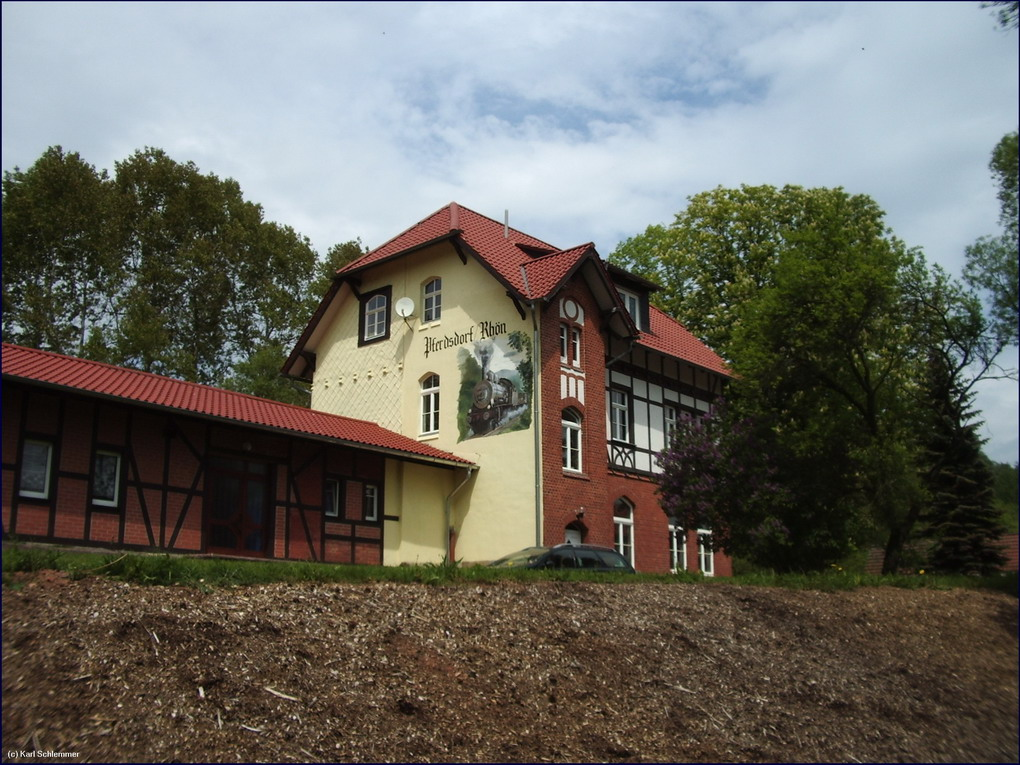
Empfangsgebäude ehemaliger Bahnhof Pferdsdorf/Rhön

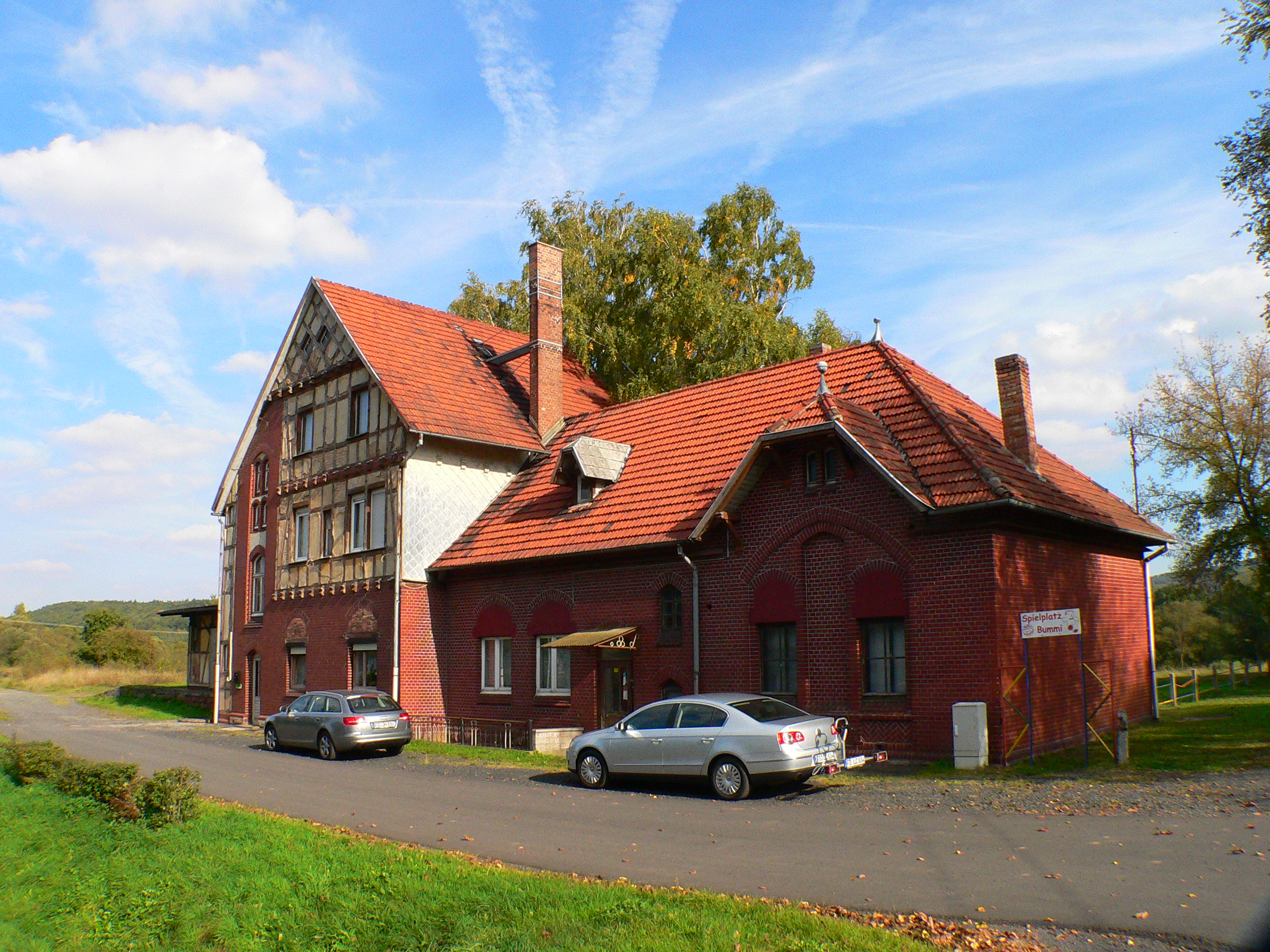
Empfangsgebäude ehemaliger Bahnhof Wenigentaft-Mansbach

Die Ulstertalbahn wurde in drei Abschnitten eröffnet: Zwischen Hilders und Tann am 1. Juni 1891, zwischen Vacha und Geisa am 1. August 1906. Der Lückenschluss zwischen den beiden Stichstrecken mit der Verbindung der Bahnhöfe Geisa und Tann wurde am 1. Oktober 1909 eröffnet. Im Bahnhof Wenigentaft-Mansbach zweigten die Strecken nach Hünfeld sowie nach Oechsen ab. 1916 wurde die Strecke nach Wüstensachsen verlängert (siehe Bahnstrecke Götzenhof–Wüstensachsen).
Die Hauptfunktion der Bahnstrecke lag in der Erschließung der dünn besiedelten Region der nördlichen Rhön. Eine gewisse Rolle spielte auch der Berufsverkehr zur Kaliindustrie im Ulster- und Werratal. So befuhren 1939 sechs Zugpaare die Strecke. Auch gab es z. B. im Jahresfahrplan 1943 werktags mehrere Direktverbindungen von Fulda über Hilders bis Wüstensachsen und von Fulda über Hilders bis Tann, womit eine kombinierte Befahrung der Rhönbahn und der Ulstertalbahn erfolgte. Vor Kriegsende 1945 waren noch fünf Personenzüge werktags und drei an Sonntagen vorgesehen.
Nach 1945 fiel die Demarkationslinie zwischen amerikanischer und sowjetischer Besatzungszone nicht mit der Bezirksgrenze zwischen den Reichsbahndirektionen Frankfurt-Main (ab 1. August 1945 Kassel) und Erfurt zusammen. Diese lag bei Streckenkilometer 15,84 und wurde 1946 auf dem Schriftwechselweg zwischen beiden Direktionen neu auf den neuen Grenzpunkt bei Streckenkilometer 12,30 festgelegt, der der Landesgrenze Thüringen zu Hessen entsprach.
Als Folge der Deutschen Teilung kam es im Juli 1945 zur Unterbrechung der Strecke an der Zonengrenze zwischen Motzlar und Günthers. Auf dem Abschnitt Vacha – Wenigentaft - Mansbach – Motzlar wurde der Betrieb zunächst eingeschränkt aufrechterhalten, für die Querung der hessischen Streckenabschnitte bei Philippsthal sowie zwischen Pferdsdorf/Rhön und Wenigentaft wurden Vereinbarungen mit den amerikanischen Besatzungstruppen getroffen. Schnell wurde jedoch der Abschnitt bei Philippsthal zu einem Schwerpunkt der Flucht aus der Sowjetischen Besatzungszone und der DDR, so dass der Personenverkehr Vacha–Unterbreizbach stark reduziert und auf dem Abschnitt Unterbreizbach–Motzlar als Inselbetrieb durchgeführt wurde.
Der sich verschärfende Ost-West-Konflikt führte außerdem am 1. Juli 1952 zur Unterbrechung der Strecke Vacha–Unterbreizbach im Bereich von Philippsthal Süd. Dies war eine Reaktion auf die Sperrung des Grenzüberganges der Bahnstrecke Vacha-Gerstungen zwischen Widdershausen und Dankmarshausen. Die Kaliwerke auf westlicher Seite transportierten ihre Rohstoffe nun auf der Hersfelder Kreisbahn von Heimboldshausen nach Bad Hersfeld ab. Das für die DDR wichtige Kaliwerk Unterbreizbach war vom Schienenverkehr und damit vom Absatz seiner Förderung abgeschnitten und die DDR sah sich veranlasst, vom 1. September 1952 bis zum 30. November 1952 eine 5,2 Kilometer lange Umgehungsstrecke ausschließlich auf ihrem Territorium zu bauen (siehe Bahnstrecke Bad Salzungen–Unterbreizbach#Grenzumgehungsstrecke nach Unterbreizbach).
Der Personenverkehr auf der Strecke zwischen Unterbreizbach und Motzlar, welche zwischen Pferdsdorf/Rhön und dem Bahnhof Wenigentaft-Mansbach mehrfach die Landes- und Staatsgrenze querte (sogenannter „Ulstersack“), endete am 1. Juli 1952 aus dem gleichen Grund und wurde auf Schienenersatzverkehr umgestellt. Offiziell endete der Betrieb am 5. Oktober 1952. Im Spätsommer 1953 wurden sämtliche Gleis- und Signalanlagen des Abschnittes Unterbreizbach-Motzlar und der Strecke nach Niederoechsen auf thüringischem Gebiet demontiert und als Teil der Reparationsleistungen in die Sowjetunion abtransportiert. Einzig im Ulstersack verblieben auf hessischer Seite Gleisreste noch bis in die 2000er Jahre. Für die Abwicklung des Personenverkehrs ab und in Richtung Unterbreizbach und Geisa mit Omnibussen wurde 1957–61 der Betriebshof des Kraftverkehr Bad Salzungen am südlichen Ortsrand von Vacha erbaut.
Auf dem verbliebenen Stück der Ulstertalbahn auf hessischer Seite zwischen Hilders und Günthers fand zunächst ein recht starker Personenverkehr statt. Am 5. Dezember 1955 wurde im Stadtgebiet von Tann noch der neue Haltepunkt Unterrückersbach in Betrieb genommen. Ralf Roman Rossberg nennt den Kilometer 21,38 (Basis: alte Kilometrierung der Reichsbahndirektion Erfurt). Im Winterfahrplan 1957/58 gab es werktags 10 Zugpaare, samstags 11 und sonntags derer 7. Ab 1. Juni 1958 wurde der Personenverkehr werktags auf zwei Zugpaare reduziert und am 28. Mai 1961 ganz eingestellt. Die komplette Stilllegung der zuletzt nur noch für gelegentliche Güterverkehrsaufgaben und das Abstellen schadhafter Güterwagen genutzten Strecke erfolgte zum 1. Mai 1977, unmittelbar gefolgt vom Abbau der Gleise.
Am 31. Januar 2000 wurde durch Kali und Salz zwischen Heimboldshausen und Unterbreizbach eine Anschlussbahn – teilweise auf alter Trasse der Ulstertalbahn – eröffnet. Damit wurden Pläne einer Verbindungskurve aus Richtung Heimboldshausen wiederaufgegriffen, die in den 1930er Jahren begonnen, aber nie fertiggestellt wurde.
Weite Teile der Trasse der Ulstertalbahn werden heute vom Ulsterradweg genutzt.